# Penthesilea-Maler

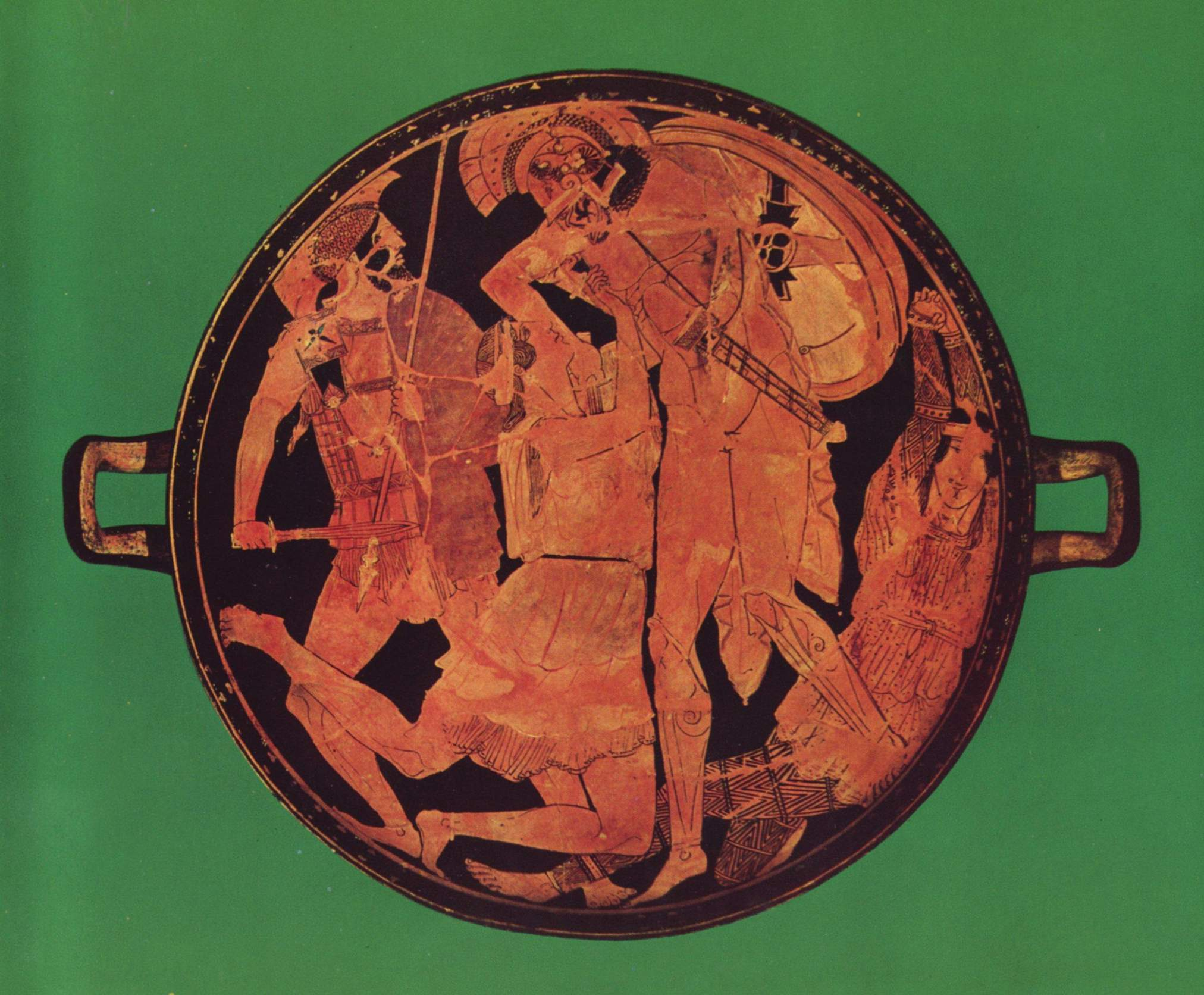
Penthesilea-Schale in München

Der Penthesilea-Maler (tätig zwischen 470 und 450 v. Chr. in Athen) war ein heute nicht namentlich bekannter griechischer Vasenmaler der attisch-rotfigurigen Vasenmalerei. Seinen Notnamen erhielt er nach der Schale 2688 in der Münchener Antikensammlung, auf deren Innenbild die Tötung Penthesileas durch Achill dargestellt ist. Ausgehend von diesem Werk schreibt ihm Sir John Beazley 177 noch heute erhaltene Gefäße zu, von denen etwa 100 nur als Fragmente erhalten sind. Mit 149 Arbeiten nehmen Schalen den Hauptteil des erhaltenen Werks ein. Der Rest verteilt sich auf vorwiegend kleine Gefäße wie Skyphoi, Kantharoi und Doppelscheiben.
Der Penthesilea-Maler zeichnete sich durch große, flächenfüllende Figuren aus, die nur durch ihre Körperhaltung auf der Malfläche Platz finden. Dadurch sind die Ränder oftmals nur schmal dekoriert. Daneben zeichnen sich seine Arbeiten durch ihre hohe Farbigkeit aus, die auch zahlreiche Zwischentöne zulassen. Neben dunklem Korallenrot und hellem Rot verwendete er auch bräunliche Farben, Gelb, Mischungen aus Gelb und Weiß sowie Gold. Die Figuren selbst sind detailliert gemalt und bis ins kleinste Element außergewöhnlich fein gearbeitet. Im Gegensatz zu den meisten anderen Malern scheint er bei den meisten seiner Werke auch die Neben- und Außenbilder selbst gemalt zu haben. Eine Ausnahme bildet in sehr früh angesetzte Schale T 212 im Museo Archeologico Nationale in Ferrara, deren Außenbilder dem Splanchnoptes-Maler zugewiesen werden. Bei den eigenhändigen Nebenbildern dominieren Darstellungen von sporttreibenden Knaben und Jünglingen, Unterrichtsszenen, Waffen und Rüstungen sowie mit Pferden sprechende Personen. Zwar malte er auch dort hin und wieder mythologische Motive, doch diese sind so selten, dass sie eher eine Ausnahme in seinem Schaffen dargestellt haben müssen. In der Folgezeit überwogen dann auch in seinem Hauptmotiven immer öfter Alltagsszenen, denen er immer größeren Raum einräumte.
In seinen späteren Werken geht seine Detailfreude immer mehr verloren und weicht schablonenhaft gemalten Motiven, die sich in der Grundkomposition kaum noch von der typischen Massenware unterscheiden. Sein Strich wird immer flüchtiger, weist aber trotzdem noch eine große Sicherheit auf und verleihen den Werken dadurch einen eigenen Charme, der ihn auch mit diesen Arbeiten noch als einen der großen Meister der griechischen Vasenmalerei ausweist. Seine größte Meisterschaft verlagerte sich mehr und mehr auf die Knabendarstellungen auf den Nebenbildern, auf die er wohl nun sein Hauptaugenmerk legte.
Seine Hauptbedeutung für die antike Vasenmalerei liegt darin, dass er sich immer mehr von den üblich klassischen Motiven entfernte, indem er diese immer öfter mit typischen Alltagsmotiven vermischte. Indem er sein Augenmerk mehr auf das Menschliche legte, beschritt er interessante neue Pfade, die seine Bedeutung für die Weiterentwicklung der griechischen Vasenmalerei ausmachen.
Neben der Penthesilea-Schale gilt die ebenfalls in München befindliche Schale 2689, auf deren Innenbild die Tötung Tityos durch Apoll dargestellt ist, als Hauptwerk des Penthesilea-Malers.

## Ausgewählte Werke
- Berlin, Antikensammlung

Schalen-Skyphos F 2591• Fragment eines Syphos 31573, V. 162
- Bologna, Museo Civico

Fragment eines Kraters 289 • Schale PU 272
- Boston, Museum of Fine Arts

Skyphos 01.8032 • Schale 03.815 • Schale 13.84 • Schale 28.48
- Cambridge, Harvard University Art Museums

Kylix 1925.30.130
- Ferrara, Museo Archeologico Nationale

Schale T 18 C • Schale T 212
- Hamburg, Museum für Kunst und Gewerbe

Schale 1900.164
- London, The British Museum

Schale E 72
- Madison, Elvehjem Museum of Art

Kylix 1976.31
- München, Glyptothek und Antikensammlung

Kantharos 2565 • Schale 2688 • Schale 2689
- New York, Metropolitan Museum of Art

Skyphos 06.1079 • Pyxis 07.286.36 • Doppelscheibe 29.167 • Schale 41.162.9
- Oxford, Ashmolean Museum

Schale 1931.12
- Paris, Bibliothèque Nationale (Cabinet des Médailles)

Schale 814
- Paris, Musée National du Louvre

Schale G 382 • Schale G 448
- Philadelphia, University Museum

Hydria L-64-41 • Kylix L-637-1a & b • Kylix MS 2495 • Kylix MS 5693
- Wien, Kunsthistorisches Museum

Schale 3700